# El ojo del tigre (programa de televisión)
El ojo del tigre fue un programa de televisión español de debate deportivo presentado por Joseba Larrañaga. El formato se estrenó en 13 TV el 14 de noviembre de 2011 y finalizó pocas semanas después.

## Formato
El ojo del tigre fue un espacio de actualidad, debate y entrevistas deportivas, el cual contó con Joseba Larrañaga como conductor. Este formato comenzaba con las últimas novedades, fichajes, polémicas…, los cuales eran objeto del debate posterior entre el equipo masculino y femenino de colaboradores. Cada uno de estos equipos tenía la posibilidad de contar con un invitado que les apoyara telefónicamente para que finalmente los espectadores decidieran a través de Internet quiénes tenían más razón. Tras el debate, se realizaban entrevistas a algunas figuras del fútbol, del periodismo deportivo o de otros ámbitos de la sociedad que estuvieran relacionados con este deporte.
Por su parte, cabe destacar que los telespectadores podían enviar sus mensajes, votar y hacer sus preguntas, a través del Twitter dalemanolo_com, del Facebook daleManolo y de la página web www.dalemanolo.com.

## Emisiones
El programa se emitía los lunes a las 22:00 horas.

## Equipo

### Productor ejecutivo
- Ricardo Medina

### Presentador
- Joseba Larrañaga

### Coordinador
- Fernando Olmeda

### Tertulianos

#### Equipo masculino
- Antonio Ruiz
- Jorge Hevia
- Tomás Guasch
- Xuáncar González

#### Equipo femenino
- Arantxa Rodríguez
- Gemma Santos
- Karina Kvasniova
- Mabel Lozano
- Marisol Galdón